# La Bresse
 La Bresse  es una población y comuna francesa, en la región de Lorena, departamento de Vosgos, en el distrito de Épinal y cantón de Saulxures-sur-Moselotte.

## Demografía
| 4980 | 5290 | 5395 | 5369 | 5191 | 4928 |
| Para los censos de 1962 a 1999 la población legal corresponde a la población sin duplicidades (Fuente: INSEE [Consultar]) |      |      |      |      |      |